# Juan Rodriguez Cabrillo
Juan Rodriguez Cabrillo, eller João Rodrigues Cabrilho på portugisiska, född omkr. 1497 på okänd ort, död 3 januari 1543 på Santa Catalina Island utanför södra Kaliforniens kust, var en portugisisk (ett fåtal historiker menar att han var spanjor) upptäckare som reste längs Nordamerikas västkust med spanjorer. Han var den första europé som navigerade till dagens Kalifornien i USA. Han var även med om att grunda Oaxaca de Juárez i Mexiko.
Lite är känt om Juan Rodriguez Cabrillo. Det sägs att han föddes i Portugal med namnet João Rodrigues Cabrilho och deltog i Panfilo de Narvaez expedition, som guvernören av Kuba Diego de Velazquez, skickade till Mexiko för att fängsla Hernán Cortés. 1519 finns hans namn upptaget som soldat i Hernán Cortés armé med officersgrad för armborst. Han följde med Cortés i erövringen av det stora Tenochtitlán, och västra Mexiko samt i erövringen av det som idag är Guatemala, El Salvador och Honduras i Centralamerika.
1530, efter erövringen av Centralamerika, bosatte sig Cabrillo i Santiago de Guatemala och 1532 åkte han till Spanien för att gifta sig med Beatriz Sanchez de Ortega. Efter vigseln återvände Cabrillo med sin hustru till Guatemala, där han bosatte sig och ägnade sig åt handel. Paret fick två barn.
I gryningen den 11 september 1541 vällde en lavin av stenar och lera ner från Volcán de Agua och förstörde staden. Det sägs att Cabrillo rapporterade händelsen till det spanska kungahuset. Man räknar därför denna information som den första rapport som överlämnats av en händelse som inträffat i den nya världen till Europa.
Cabrillo ägnade sig sedan under en tid att, från en guatemaltekisk hamn vid kusten av Stilla havet, importera och exportera varor mellan Spanien, Guatemala och andra delar av det spanska imperiet.